# Grez-Doiceau
Grez-Doiceau (neerlandeză Graven, valonă Gré) este o comună francofonă din regiunea Valonia din Belgia. Comuna este formată din localitățile Grez-Doiceau, Archennes, Biez, Bossut-Gottechain și Nethen. Suprafața totală este de 55,44 km². La 1 ianuarie 2008 comuna avea o populație totală de 12.607 locuitori. 